# 在モルディブ中華人民共和国大使館
在モルディブ中華人民共和国大使館（中国語: 中华人民共和国驻马尔代夫大使馆、英語: Embassy of the People’s Republic of China in Maldives）は、中華人民共和国がモルディブの首都マレに設置している大使館である。単に在モルディブ中国大使館（中国語: 中国驻马尔代夫大使馆、英語: Embassy of China in Maldives）とも。
1972年10月14日に中国とモルディブの外交関係が樹立される。2011年11月8日に大使館が開設された。

## 所在地
H. Nookurikeela, Dhunbugas Magu, Henveiru, Malé

## 大使
2021年9月6日より、王立新が特命全権大使を務めている。